# Jean Marais
Jean Marais, de nombre completo Jean Alfred Villain-Marais (Cherbourg, 11 de diciembre de 1913 - Cannes, 8 de noviembre de 1998) fue un actor francés, además de director de cine y teatro, escritor, pintor, escultor y ceramista.

## Biografía
De madre alsaciana y padre normando, a los cuatro años su madre parte con él a París y deja de verlo. Vivirá con su tía sin saber que su madre está en prisión por cleptomanía. No vuelve a ver a su padre hasta 40 años después.
Estudia en el Conservatorio con Charles Dullin y llega a hacer pequeños papeles desde 1933.
Su encuentro con Jean Cocteau en 1937 lanza su carrera dándole un papel mudo ya que tiene una voz muy mala para el teatro; para cambiar su voz Marais se pondrá a fumar. Cocteau le escribe un papel a su medida en Les Parents terribles, que le daría cierto reconocimiento de la profesión. El poeta y cineasta, enamorado del joven actor, mantendrá esa amistad hasta su muerte en 1963. 
Marais, no obstante, entre 1942 y 1944 estuvo casado con la actriz Mila Parély, que había conocido en el rodaje de  La bella y la bestia. 
En plena ocupación alemana, Marais monta Arnaud y Artémide, pero la obra es objeto de un boicot, al parecer llevado a cabo por los colaboracionistas, lo que finalmente le convertiría en un símbolo de la resistencia. En 1944 Cocteau le elige como protagonista de su versión de La bella y la bestia, que llevará al actor a la leyenda del cine francés. En 1946 encarna al anarquista Stanislas en El águila de dos cabezas y en 1949, actúa en Orphée (Orfeo y Euridice) junto a María Casares, película también de Cocteau.
En los años 50 actúa en películas de Luchino Visconti, Jean Renoir y Sacha Guitry, como Napoleón (1955). En 1959 rueda por última vez con Cocteau en Le testament d'Orphée; representa el papel de Edipo. Marais dejó a Cocteau por un bailarín.[cita requerida]
Entre 1964-1966 rueda tres filmes sobre "Fantômas" junto al cómico Louis de Funès, interpretando el papel del periodista Jerome Fandor y de Fantômas. En 1970 trabaja con Jacques Demy en Piel de asno (Peau d'âne), siendo Belleza robada (Stealing beauty, Bernardo Bertolucci, 1996) su última película. Poco después se retiró a Vallauris dónde practicó alfarería y escultura, sin distanciarse del ambiente teatral.
Hacia 1980 montó el espectáculo Cocteau-Marais (como guardián de la obra del artista, aun sin tener legalmente los derechos). Murió en Cannes el 8 de noviembre de 1998 de un ataque al corazón. Está enterrado en el pequeño cementerio de Vallauris, la ciudad en la que pasó los últimos años de su vida.

## Debut en el teatro y el cine
Comenzó como extra en 1933 en las películas de Marcel L'Herbier. Sin embargo, este último nunca le dio la oportunidad de un verdadero papel, debido a su voz de falsete, cuyo volumen apenas se correspondía con su aspecto físico ni su timbre con su edad.
Tras suspender el examen de ingreso en el Conservatorio de arte dramático de París, en 1936, se incorporó a Charles Dullin como aprendiz en el Théâtre de l'Atelier. Allí descubrió las obras de teatro clásicas, donde interpretó papeles extra durante tres años, pagados con diez francos al día, lo que le permitió financiar sus cursos.

### Encuentro con Jean Cocteau

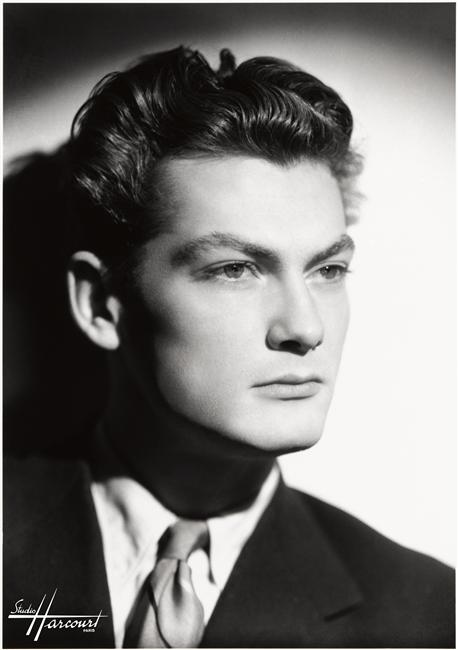
Jean Marais en 1942, fotografía del estudio Harcourt.

En 1937, conoció a Jean Cocteau en una audición para la puesta en escena de su reescritura de Œdipe roi (Cocteau)|Œdipe Roi. Este encuentro marcó el verdadero lanzamiento de su carrera: 

Viví veinticuatro años antes de nacer

 porque 

Nací dos veces, el 11 de diciembre de 1913 y aquel día de 1937 en que conocí a Jean Cocteau

. El cineasta y dramaturgo se enamoró del joven actor, que se convirtió en su amante y mentor, ocupándose de su educación literaria y artística, sin burlarse nunca de su falta de cultura. Por su parte, Marais nunca dejó de ayudar a Cocteau a luchar contra su intoxicación por el opio. Marais, escribe Carole Weisweiller, autor de una biografía del actor.

¿Es exagerado decir que Jean Cocteau fue mi verdadero padre, ya que me creó?

. De hecho, Cocteau le dio su primer papel en Œdipe Roi: interpretó a un miembro del Coro, un papel silencioso. Jean aún no domina lo suficientemente bien su voz aguda que romperá voluntariamente con los cigarrillos, a riesgo de alterar su salud. En esta obra, aparece vestido con tiras, un traje creado por Coco Chanel, amiga de Cocteau, y esto es objeto de mucha discusión. Casi desnudo, tumbado frente al escenario, mostrando su cuerpo de efebo, mirando directamente a los ojos de los espectadores, impone silencio a los que susurran o se ríen. La fotografía de Marais con este escandaloso atuendo fue publicada en muchos periódicos de la época{,}}.
Luego, ese mismo año, obtuvo, en sustitución de Jean-Pierre Aumont, el doble papel de Galaad y el falso Galaad en Les Chevaliers de la Table ronde de Jean Cocteau. La crítica no perdonó al joven actor: 

Quant à Jean Marais, il est beau, un point c'est tout

, escribió Pierre Brisson en Le Figaro. Reconociendo que le faltaba un oficio, decidió trabajar duro para desarrollar su talento. Ahora gana sesenta francos al día, una fortuna que le permite ayudar económicamente a su madre.
En 1938, Cocteau se apresuró a escribir una obra para él: Les Parents terribles, que iba a sellar su destino teatral al darle el reconocimiento de la profesión. Interpretó el papel de Michel, un joven moderno de veintidós años con sentimientos extremos, que ríe, llora, grita y se revuelca por el suelo. La obra fue censurada repetidamente por inmoralidad e incitación al libertinaje. Los censores ven en ella un incesto entre madre e hijo. La actuación de Marais fue un éxito. Nunca se ha sentido tan rico. Ganaba doscientos cincuenta francos al día y daba cien a su madre para que dejara de robar en las tiendas. Diez años más tarde, en 1948, Cocteau dio una versión cinematográfica de la obra con un Jean Marais ya de treinta y cinco años en el papel del hijo, y en el papel de la madre Yvonne de Bray por la que Marais sentía una admiración abrumadora.
En el verano de 1939: fue movilizado, destinado a la [[Base Aérea 107 Villacoublay|{107º|bataillon}}], a Amiens y luego trasladado a Montdidier, en el Somme. Durante esta "guerra divertida", su misión, a pesar de su muy mala vista, para vigilar la llegada de los aviones alemanes de la Luftwaffe desde lo alto del campanario de la Église Saint-Pierre de Roye en Roye; allí será prácticamente olvidado por su compañía hasta la llegada de los alemanes y el armisticio. Durante la debacle, descubrió un perro atado a un árbol en el bosque de Compiègne y lo adoptó. Regresa a París en septiembre de 1940, bajo la ocupación alemana. Cocteau y Marais se instalan en el 36, rue de Montpensier, en un pequeño piso, en el entresuelo, con vistas a los soportales del Palais-Royal.

## Ídolo y luchador de la resistencia a su pesar
En 1941, en el Théâtre des Bouffes-Parisiens, se embarcó por primera vez, a los veintiocho años, en la puesta en escena de Britannicus, la tragedia de Racine, realizando los decorados y el vestuario. Serge Reggiani interpreta el papel de Britannicus, mientras que Marais asume el papel de Nero, mientras que Jouvet intenta disuadirle: Te vas a romper la cara'. Espíritu rebelde, que sólo obedece a su propia ley, Marais pidió a los actores que interpretaran primero la situación y que no añadieran malvaviscos cantando los diálogos, como se hacía en la época. Fue un éxito, pero la obra sólo se representó diez veces. Fue Dora Maar, la compañera de Picasso, quien hizo las fotos para la exposición.
Luego interpretó el doble papel de Maxime el amante y Pascal el aventurero, los gemelos de la nueva obra de Cocteau La máquina de escribir creada en una puesta en escena de Raymond Rouleau, el 29 de abril de 1941, en el Théâtre Hébertot. La obra fue inicialmente rechazada por los censores alemanes, que la consideraban una crítica a la ocupación alemana de Francia durante la Segunda Guerra Mundial, y luego autorizada tras la supresión de una escena. De hecho, provocó uno de los mayores escándalos de Cocteau. El ataque vino de la prensa colaboracionista de Francia, y en particular del periódico Je suis partout. El 12 de mayo 1941 François Vinneuil, alias Lucien Rebatet, un autor antisemita, firmó un artículo titulado Marais et marécage en el que afirmaba que esta obra } es el propio tipo de teatro invertido. [Alain Laubreaux, el 19 de mayo de 1941, continúa en el mismo periódico esta obra de destrucción, acusando a la obra de decadencia y perversidad. Según él, La Machine à écrire, con sus cartas anónimas en las que se reivindicaba la justicia, en una época en la que el régimen de Vichy llamaba a diario a la delación, representa el ejemplo característico del teatro de la anti-Francia. El resto del escándalo es bastante espectacular: Jean Marais, se encuentra con Alain Laubreaux la noche del 12 de junio en un restaurante del 80, boulevard des Batignolles (París). Al día siguiente, Le Petit Parisien tituló: Le plus mauvais acteur de Paris rosse le meilleur de nos critiques dramatiques. Marais es considerado un héroe a su pesar.
En 1941, entró en la Comédie-Française pero no actuó en ella, debido a su compromiso ilícito para una película de Marcel Carné, Juliette ou la Clé des songes, que no se realizó. Entonces aceptó debutar en el cine con un papel importante en Le pavillon brûle. Se encontró banal con una voz insuficiente, pero sin embargo, este primer intento, con su nombre y foto expuestos en grande en toda la fachada del cine Gaumont, representó para él una bonita revancha de sus problemas de contrato con el francés. Ese mismo año, durante el rodaje de Cama columna, su segunda película, conoció a la joven y seductora actriz Mila Parely, con la que mantuvo una relación amorosa y con la que estuvo a punto de casarse{,}}.
En 1942, un nuevo conflicto teatro-cine. Tras interpretar el papel de Cléante en L'Avare, Marais renunció a una nueva propuesta de Dullin, quien, furioso por la negativa, le auguró un futuro terrible. No obstante, obtuvo un visado para la sombría Italia mussoliniana y se marchó a Roma, para protagonizar la adaptación de Christian-Jaque de Carmen, con Viviane Romance. Para su primer papel importante en el cine, fue Don José, aprendiendo a montar a caballo y realizando sus primeras acrobacias. Pero la película no se estrenó hasta 1945.
Todavía en conflicto con la Comédie-Française y su administrador, Jean-Louis Vaudoyer, no pudo representar Renaud et Armide de Jean Cocteau; éste fue de nuevo víctima de una cábala, presumiblemente dirigida por colaboracionistas, y las representaciones se cancelaron rápidamente.
En 1943, interpretó a un moderno Tristán en Jean Delannoy. La película fue un triunfo. Jean Marais y Madeleine Sologne, dos rubios etéreos, formaron para la época una especie de ideal romántico, los iconos de una juventud que quería reconocerse en ellos. Se convirtió en una estrella y lanzó la moda de los jerseys Jacquard, que lleva en la película. Acosado por el teléfono que no dejaba de sonar y por las cartas de sus admiradores que llegaban por centenares a su casa de la calle Montpensier, pidió a su madre Rosalie que respondiera al correo en su nombre. Sin embargo, no se libró de las críticas de Alain Laubreaux, que lo calificó de "L'homme au Cocteau entre les dents" y afirmó que sólo debía su estatus a las altas conexiones de Cocteau.
El 22 de mayo de 1944, dirigió Andromaque de Jean Racine en el Théâtre Édouard VII con Alain Cuny, con Alain Cuny, pero la obra fue prohibida el 28 de mayo por la Secretaría de Estado de Información y Propaganda del Gobierno de Vichy, Philippe Henriot, que declaró en el micrófono de Radio-París que 

las poses plásticas de los señores Marais y Cuny en Andromaque fueron más dañinas para Francia que las bombas inglesas

. [Jean Guéhenno]] da en su Journal des années noires una nota de otro periódico cuyo nombre omite sobre esta prohibición: 

La milicia francesa se ocupa de la protección intelectual de Francia así como de la moral pública. Por ello, el jefe regional de la milicia francesa de la región de Île-de-France ha advertido al prefecto de policía que se opondrá a la representación de la escandalosa obra de Jean Marais y Alain Cuny, que se representa actualmente en el teatro Edouard VII. El prefecto de policía emitió una orden de prohibición inmediata de la obra

. En total, "Andrómaca" sólo tuvo seis representaciones. Pero la obra quedará grabada en la memoria, formando parte de la historia del teatro. Ídolo de una generación, Marais ganó más popularidad y se convirtió en un símbolo de la resistencia al ocupante.
Durante la ocupación alemana de Francia en la Segunda Guerra Mundial, no reaccionó, sino que la soportó, aguantó y permaneció pasivo. Sorprende que, a pesar de su valor físico, no se uniera a la Resistencia, aunque se lo pidió el actor Louis Jourdan. Sin embargo, la detención de su amigo Max Jacob, el 24 de febrero de 1944 por la Gestapo y su internamiento en el Drancy, revela en él el horror del régimen nazi.
Después de la Liberación de París, durante la cual se unió a la lucha en agosto de 1944 se enlistó en el Ejército francés y se incorporó a la 2ª División Blindada del General Leclerc. Allí sirve, todavía acompañado de su perro Moulouk, en el regimiento de tanques 501. Con uniforme y boina negra colocada en la cabeza, conduce un jeep llamado Célimène, y luego camiones Dodge o GMC para abastecer de alimentos y combustible a las tripulaciones de los tanques. Se le elogia por ser uno de los únicos conductores que respetó la orden de permanecer al volante de su vehículo durante el bombardeo de su columna en Marckolsheim en Alsacia (modestamente, en sus entrevistas posteriores, sostendrá para relativizar esta actitud valiente, explicándola por un deseo en ese momento de estar tranquilo en el calor para degustar la mermelada de cereza). Recibió la Croix de guerre 1935-1945 (Francia) y permaneció en el ejército hasta abril de 1945.
Al final de la Segunda Guerra Mundial, Cocteau le encargó el triple papel de Avenant, la Bestia y el Príncipe Azul para su película La Belle et la Bête. En su Journal d'un film, Cocteau menciona que, tras un año de preparativos y obstáculos, el rodaje de su película, en la que nadie creía, se inició en Rochecorbon enagosto de 1945, para terminar en enero de 1946. El rodaje fue muy difícil de llevar a cabo. Cocteau, aquejado de una grave enfermedad de la piel, el profesor Henri Mondor lo hospitalizó en el Instituto Pasteur, en una jaula de cristal estéril, y sólo se salva del eczema gracias a un nuevo fármaco procedente de Estados Unidos, la penicilina.
El estado de Marais también deja mucho que desear: sufre un forúnculo en la parte interior del muslo, su máscara le provoca eczema en la cara.
Para la máscara de la Bestia, Marais había imaginado una cabeza de ciervo, por la belleza de la cornamenta, pero Cocteau pensó que los espectadores encontrarían ridícula una cabeza así para una bestia feroz y peligrosa, y para Christian Bérard, la Bestia tenía que ser no un herbívoro sino un carnívoro temible. Se necesitaron unas tres horas para fijar la máscara de la Bestia, que se extendía desde los ojos hasta la boca y desde la boca hasta el pecho de Marais, y una hora para cada mano. La máscara estaba hecha como una peluca, cada pelo montado sobre tul, en tres partes pegadas. Algunos de los dientes de Marais estaban cubiertos de barniz negro para parecer afilados; sus caninos estaban cubiertos de colmillos sujetos por pequeños ganchos, lo que no era muy práctico para comer. Así pues, la "bestia carnívora" se alimentaba principalmente de puré y compota. Con este triple papel, Marais entra en la leyenda cinematográfica. La película se estrenó en París el 29 de octubre de 1946 en la Champs-Élysées y en les Grands Boulevards. Contra todo pronóstico, el éxito popular no es inmediato, pero será progresivo para terminar en triunfo. Convertida en una película mítica, fue explotada con éxito hasta en China, donde la máscara de la Bestia se convirtió incluso en un producto derivado de moda hacia 1950.
En 1946, cedió su papel en Los padres terribles a Daniel Gélin, para interpretar en el escenario a Stanislas el anarquista enamorado de la reina (Edwige Feuillère), en la nueva obra que Cocteau escribió para él: El águila de dos cabezas. La obra se representó a sala llena durante un año. Las críticas fueron duras para el autor y crueles para su actor: Es un acróbata y punto, refiriéndose a la escena final en la que, cada noche, Marais muere cayendo de espaldas desde lo alto de una escalera en una espectacular caída, tras matar a la reina. La obra se representó, en una función excepcional, en el teatro Fenice de Venise para la Bienal de Teatro. Después de la versión cinematográfica de la obra al año siguiente, el matrimonio Marais-Feuillère no se reformaría hasta treinta y cinco años después.
En otoño de 1947, compró una casa en Milly-la-Forêt con Cocteau, manteniendo su piso parisino de la calle Montpensier.
En 1947-1948, realizó películas con algunas de las mayores estrellas femeninas francesas de la época: Les Chouans con Madeleine Robinson, Ruy Blas] con Danielle Darrieux, Aux yeux du souvenir con Michèle Morgan, película que selló su reencuentro con Jean Delannoy; Más tarde, Delannoy volvió a contratarla en La Princesse de Clèves con Marina Vlady.